# Amtsgericht Sennheim
Das Amtsgericht Sennheim war ein deutsches Amtsgericht mit Sitz in Sennheim in den Jahren 1879 bis 1918.

## Geschichte
Sennheim war Sitz eines französischen Friedensgerichts. Nach der Abtretung Elsass-Lothringens im Frieden von Frankfurt an das Deutsche Reich 1871 wurde die Gerichtsstruktur mit dem Gesetz, betreffend Abänderung der Gerichtsverfassung vom 14. Juli 1871 und der Ausführungsbestimmung hierzu vom gleichen Tag neu geregelt. Dabei wurden die Friedensgerichte beibehalten.
Im Rahmen der Reichsjustizgesetze wurden 1879 die Friedensgerichte im Reichsland Elsass-Lothringen aufgehoben und Amtsgerichte gebildet. Das Amtsgericht Sennheim war dem Landgericht Mülhausen nachgeordnet.
Am Gericht bestand 1880 eine Richterstelle. Das Amtsgericht war ein kleines Amtsgericht im Landgerichtsbezirk.
Der Gerichtsbezirk umfasste 1895 den Kanton Sennheim mit 131 Quadratkilometern und 13.329 Einwohnern und elf Gemeinden.
Nach der Abtretung Elsass-Lothringens an Frankreich nach dem Ersten Weltkrieg wurde das Amtsgericht Sennheim als „Tribunal cantonal Cernay“ weitergeführt. Im Zweiten Weltkrieg wurde 1940 von der deutschen Besatzungsmacht die vorgefundene Gerichtsstruktur unter Verwendung deutscher Ortsnamen und Behördenbezeichnungen, hier also wieder als Amtsgericht Sennheim, fortgeführt.

## Gerichtsgebäude
Das Gerichtsgebäude (heutige Adresse: 5, rue Georges-Risler) steht als Monument historique unter Denkmalschutz. Das ehemalige Amtsgericht ist ein Neorenaissancebau nach Entwürfen von Ludwig Wolff aus dem Jahr 1906.